# Botswana ai Giochi della XXIX Olimpiade
Il Botswana ha partecipato ai Giochi della XXIX Olimpiade di Pechino, svoltisi dall'8 al 24 agosto 2008, con una delegazione di 12 atleti.

## Atletica leggera
| Gara  | Atleta                | Batterie     | Batterie     | Quarti      | Quarti      | Semifinali | Semifinali | Finale | Finale |
| Gara  | Atleta                | Tempo        | Pos.         | Tempo       | Pos.        | Tempo      | Pos.       | Tempo  | Pos.   |
| ----- | --------------------- | ------------ | ------------ | ----------- | ----------- | ---------- | ---------- | ------ | ------ |
| 200 m | Fanuel Kenosi         | 21"09        | 5            |             |             |            |            |        |        |
| 400 m | Gakologelwang Masheto | non previsto | non previsto | 46"29       | 8           |            |            |        |        |
| 400 m | California Molefe     | non previsto | non previsto | non partito | non partito |            |            |        |        |
| 800 m | Onalenna Balovi       | non previsto | non previsto | 1'47"89     | 4           |            |            |        |        |

| Gara     | Atleta             | Tempo   | Posizione |
| -------- | ------------------ | ------- | --------- |
| Maratona | Ndabili Bashingili | 2'25"11 | 56        |

| Gara           | Atleta            | Qualificazioni | Qualificazioni | Posizione | Posizione |
| Gara           | Atleta            | Misura         | Pos.           | Misura    | Pos.      |
| -------------- | ----------------- | -------------- | -------------- | --------- | --------- |
| Salto in lungo | Gable Garenamotse | 7,95 m         | 7              | 7,85 m    | 9         |
| Salto in alto  | Kabelo Kgosiemang | 2,20 m         | 13             |           |           |

| Gara  | Atleta          | Batterie     | Batterie     | Quarti | Quarti | Semifinali | Semifinali | Finale | Finale |
| Gara  | Atleta          | Tempo        | Pos.         | Tempo  | Pos.   | Tempo      | Pos.       | Tempo  | Pos.   |
| ----- | --------------- | ------------ | ------------ | ------ | ------ | ---------- | ---------- | ------ | ------ |
| 400 m | Amantle Montsho | non previsto | non previsto | 50"91  | 2      | 50"54      | 2          | 51"18  | 8      |

## Pugilato
| Pesi gallo | Khumiso Ikgopoleng | Luke Boyd (Australia) 18-8    | Hicham Mesbahi (Marocco) RSCI | Enkhbatyn Badar-Uugan (Mongolia) 2-15 |  |  |  |  |  |  |
| Pesi piuma | Thato Batshegi     | Nikoloz Izoria (Georgia) 4-14 |                               |                                       |  |  |  |  |  |  |

## Nuoto
| Gara                        | Atleta           | Batterie | Batterie | Semifinali | Semifinali | Finale | Finale |
| Gara                        | Atleta           | Tempo    | Pos.     | Tempo      | Pos.       | Tempo  | Pos.   |
| --------------------------- | ---------------- | -------- | -------- | ---------- | ---------- | ------ | ------ |
| 50 m stile libero maschili  | John Kamyuka     | 25"54    | 72       |            |            |        |        |
| 50 m stile libero femminili | Samantha Paxinos | 29"91    | 70       |            |            |        |        |